# Tormapataka
Tormapataka település Romániában, Szilágy megyében.

## Fekvése
Déstől északnyugatra, Kabalapatak és Almáscsáka közt fekvő település.

## Története
Nevét 1560-ban Lak, Lász néven említették először az oklevelek. 1609-ben Thormapatak, másként Vyfalu, 1632-ben Tormapataka, másként Haranapataka néven írták.
1594-ben Báthory Zsigmond oklevelében említették Lak néven, amikor Kendy Sándor itteni birtokát annak hűtlensége miatt más birtokokkal együtt a kolozsvári polgároknak adományozta. 1618-ban egy birtokrész itt Csáky Istváné volt. 1694-ben Csáky László és a kolozsvári unitárius egyház birtoka volt. 1696-ban török hódoltság alatt a hódoltsági falvak közt szerepelt. 1743-ban Csáky István halála után gróf Csáky Borbála báró Bornemissza Jánosné, Katalin báró Haller Györgyné, Lázár Druzsánna, Henter Dávidné és Lázár Ádám, Gábor és Antal birtoka lett. 1750-ben határát terméketlennek, kövesnek írták le. A falu lakosai Szilágysomlyóra való sófuvarozásból éltek, vásárba Désre jártak.
1810-ben gróf Haller Jánosné, báró Jósika Miklós és Kolozsvár városa volt Tormapatak birtokosa. 1817-ben nagy éhinség volt itt, lakói közül többen meghaltak, sokan pedigkivándoroltak. 1898-ban Kolozsvár városának birtoka volt, amely vásárlás útján megszerezte a báró Jósika család itteni birtokait is. Az 1900-as évek elején Szolnok-Doboka vármegye Csákigorbói járásához tartozott.
1910-ben 319 lakosa volt. Ebből 12 magyar, 307 román, melyből 307 görögkatolikus, 12 izraelita volt.

## Nevezetességek
- Görögkatolikus fatemplomát 1780-ban szentelték fel a szent arkangyalok tiszteletére.

## Babonák, népszokások
Az 1800-as évek végének adatai szerint babonái közül említésre méltó volt:
- A lakosság pénteken nem járt kapálni, mivel azt tartották, hogy ezáltal nem veri jég a határt.
- Szent György nap estéjén házaikat, kapuikat a csipkerózsa ágaival ("csipkerózsafával") aggatták tele, hogy ezzel a rossz szellemeket elűzzék.
- Járványok idején azt tartották, hogy ha hét asszony egy éjen át egy férfiinget kenderből elkészít, és ezt a határszélre kiviszik, a járvány megszűnik.

A falu épületei az 1800-as évek végének adatai alapján fából épültek, minden rendszer nélkül.  Bútorzatuk egy asztal, két lóca, egy szék s egy ágy volt. Öltözetüket házilag állították elő.